# Begonia willemii
Begonia willemii — вид рослин із родини молочайних (Euphorbiaceae), ендемік Індонезії.

## Опис
Вид є кальцифілом. Вид є повзучим. Він морфологічно схожий на Begonia gemella, однак B. willemii можна відрізнити за меншою пластинкою листка (3–8 × 2.5–6 см проти 5–9.5 × 4.5–8 см для B. gemella) з рідкісною червоною щетиною волосків між жилками на адаксіальній поверхні (проти голих), чоловічі квітки у простих щитках проти суцвіття, що складається з 3 щитків, довшими квітконосами чоловічих квіток (2–4 см проти 1.5–1.8 см завдовжки), меншої кількості тичинок (≈ 19–23 проти ≈ 75–77), а жіночі квіти послідовно з двома листочками оцвітини (проти п'яти листочків оцвітини).

## Поширення
Ендемік Індонезії — описано з Сулавесі. Населяє низовий вапняковий карстовий ліс, порушений ліс, що росте вертикально на вапнякових скелях, або наземно на основі вапнякових скель, від наполовину до повної тіні, на висотах від 10 до 50 м.

## Етимологія
Цей вид названий на честь Віллема Яна Якобуса Освальда де Вільде (1936‒2021) (англ. Willem Jan Jacobus Oswald de Wilde); видатного тропічного ботаніка, який зробив видатний внесок у ботанічні знання регіону Малезія.